# Katarzyna Celestyna Faron
Katarzyna Celestyna Faron NMP NP, właśc. Katarzyna Stanisława Faron (ur. 24 kwietnia 1913 w Zabrzeży, zm. 9 kwietnia 1944 w Auschwitz-Birkenau) – polska siostra zakonna ze Zgromadzenia Sióstr Służebniczek NMP Niepokalanie Poczętej, męczennica chrześcijańska, błogosławiona Kościoła katolickiego.

## Życiorys
Katarzyna Faron urodziła się 24 kwietnia 1913 roku w Zabrzeży. W wieku pięciu lat straciła matkę, po czym została przekazana przez ojca na wychowanie do bezdzietnych krewnych, zamieszkałych w miejscowości Kamienica. W 1930 wstąpiła do Zgromadzenia Sióstr Służebniczek Najświętszej Maryi Panny w Starej Wsi. W instytucie przyjęła imię zakonne Celestyna. Śluby wieczyste złożyła 15 września 1938. Zdobywała kwalifikacje zawodowe do pracy wychowawczej i katechetycznej na kursach we Lwowie, Poznaniu, Przemyślu. W 1936 w Poznaniu uzyskała dyplom wychowawczyni przedszkola. Dzięki zdobytym uprawnieniom pracowała w styczniu 1938 została kierowniczką przedszkola w Brzozowie.
Po wybuchu II wojny światowej kierowała domem zakonnym, prowadziła ochronkę i punkt pomocy potrzebującym. 19 lutego 1942 roku pod zarzutem działalności konspiracyjnej (mieszkała w punkcie kontaktowym AK), otrzymała polecenie zgłoszenia się na komendę Gestapo w Brzozowie. 19 lutego 1942 została aresztowana przez gestapo w Brzozowie i osadzona w więzieniu w Jaśle, a następnie w więzieniu w Tarnowie. 6 stycznia 1943 została przewieziona do niemieckiego obozu koncentracyjnego KL Auschwitz-Birkenau. Otrzymała numer obozowy 27989. 
W obozie pracowała przy kopaniu rowów. Opiekowała się też dziećmi i stworzyła im namiastkę szkoły: kilkunastoletnie dziewczynki uczyła rozumienia komend niemieckich oraz arytmetyki. Działania dzieci zapisywały patykami na błocie obozowym.
Zachorowała na tyfus plamisty, a na skutek trudnych warunków obozowych została dotknięta także gruźlicą płuc z powtarzającymi się krwotokami. Przebywając w szpitalu modliła się w różnych intencjach na  różańcu zrobionym z chleba. Zmarła z powodu wycieńczenia organizmu w Wielkanoc 9 kwietnia 1944 roku, nad ranem.
Według wspomnień świadków swoje życie zakonne i cierpienia obozowe ofiarowała w intencji nawrócenia i powrotu do Kościoła rzymskokatolickiego, biskupa Władysława Farona.

## Beatyfikacja
Siostra Celestyna Faron została beatyfikowana przez papieża Jana Pawła II w Warszawie 13 czerwca 1999 w grupie 108 polskich męczenników.

## Upamiętnienie
Błogosławiona Celestyna wspominana jest w Kościele rzymskokatolickim w dzienną pamiątkę śmierci oraz 12 czerwca (w grupie 108 męczenników).
Na fasadzie kościoła Przemienienia Pańskiego w Brzozowie została ustanowiona rzeźba przedstawiająca bł. Katarzynę Celestynę Faron. Także w Brzozowie przy ul. Armii Krajowej 5 działa Przedszkole Samorządowe nr 1 im. bł. s. Celestyny Faron w Brzozowie.